# Juan de la Cierva
Juan de la Cierva y Codorníu (Murcia, 21 de septiembre de 1895-Croydon, 9 de diciembre de 1936) fue un ingeniero, aviador y político español, inventor del autogiro, un precursor del helicóptero. Ganó diversos reconocimientos y premios de asociaciones aeronáuticas tanto nacionales como extranjeras.   

## Biografía
Hijo del abogado criminalista, político y empresario Juan de la Cierva y Peñafiel y de María Codorníu Bosch. Su padre llegó a ser ministro en varias ocasiones y alcalde de Murcia. Su abuelo materno fue el destacado ingeniero de montes Ricardo Codorníu. Desde su infancia destacó su interés por el mundo de la aviación, y junto a su amigo Tomás de Martín-Barbadillo construyó pequeños modelos capaces de volar.[cita requerida] Cursó la carrera de Ingeniería de Caminos, Canales y Puertos. En los años previos a la dictadura de Primo de Rivera obtuvo escaño de diputado a Cortes por Murcia, si bien no mostró gran interés en esta labor.En concreto fue elegido diputado, con la fracción ciervista, en las elecciones de 1919, 1920 y 1923.
Al estallar la guerra civil, De la Cierva ayudó a las fuerzas sublevadas para que éstas consiguieran el avión De Havilland DH.89 Dragon Rapide en el que el general Francisco Franco voló desde Gando (Gran Canaria) a Tetuán (Marruecos español) para tomar el mando del ejército del norte de África.
"Aceptado por el señor Bolín el encargo, se apresuró a visitar al inventor del autogiro don Juan de la Cierva y Codorníu, pues entendía que nadie con mayor prestigio y capacidad para asesorarle, tratándose de un asunto de aviación. El señor de La Cierva se comprometió en el acto a prestar la colaboración solicitada; sabía el fin a que se destinaba el avión, lo que el vuelo significaría para el Alzamiento que se proyectaba y, sin más, se entregó con pasión patriótica a la tarea." 
"Resuelto lo principal, se dedicaron los señores La Cierva y Bolín a estudiar el viaje, y especialmente a tratar de disimularlo, para que el avión llegara a Canarias sin riesgo, y sin que despertara sospechas sobre los fines del vuelo, tanto en el territorio español como en los aeródromos franceses donde tuviese que aterrizar." 
Sin embargo, nunca habló directamente con el que luego sería el dictador Franco, sino que el contacto se produjo a través del corresponsal de ABC en Londres. En una entrevista concedida por Juan Ignacio Luca de Tena al periodista Pedro Rocamora en el diario ABC, este relata cómo se puso en contacto con Juan de la Cierva para que le ayudara a buscar un avión: 
"Siendo persona de absoluta confianza, le di cuenta de todo: él también anhelaba la revolución que diera término a la vergüenza por la que atravesaba España. Juanito de la Cierva me dijo que no me moviera de París." 
Por lo tanto, según la versión de Luca de Tena, testigo principal de los hechos, Juan de la Cierva era conocedor del destino del Dragon Rapide. 
En 2011, en un documental sobre el asesinato de José Calvo Sotelo emitido en Telemadrid, su sobrino Ricardo de la Cierva y Hoces confirmó que su tío había hablado con Franco. En junio de 2021, el historiador Ángel Viñas publicó en Infolibre una carta que Juan de la Cierva le remitió al general Emilio Mola, donde se muestra que el aviador español estaba implicado en el golpe de Estado. Su hermano Ricardo fue fusilado por milicias republicanas en las matanzas de Paracuellos.
En 1954 le fue otorgado, con carácter póstumo, el título de conde de la Cierva.

### Muerte
Falleció el 9 de diciembre de 1936, con cuarenta y un años de edad, al estrellarse en el despegue en el Aeropuerto de Croydon (Londres) el Douglas DC-2 de KLM en vuelo regular Londres-Ámsterdam en el que viajaba. El avión estaba pilotado por el austrohúngaro Ludwig Hautzmayer, un antiguo as de la aviación de la Primera Guerra Mundial. Murieron 15 de las 17 personas a bordo, incluyendo el expresidente del Gobierno sueco Arvid Lindman.

## El autogiro
Junto con dos compañeros, José Barcala, antiguo compañero de estudios, y Pablo Díaz, hijo de un carpintero, fundó la sociedad B.C.D., cuyas siglas correspondían con las iniciales de sus tres apellidos, que fue pionera en el desarrollo aeronáutico dentro de España, y gracias a su capacidad, en 1912, contando solo con dieciséis años, Juan de la Cierva logró construir y hacer volar un avión biplano, que recibió la designación BCD-1, y fue apodado el Cangrejo, con piloto (el francés Mauvais) y pasajero a bordo.

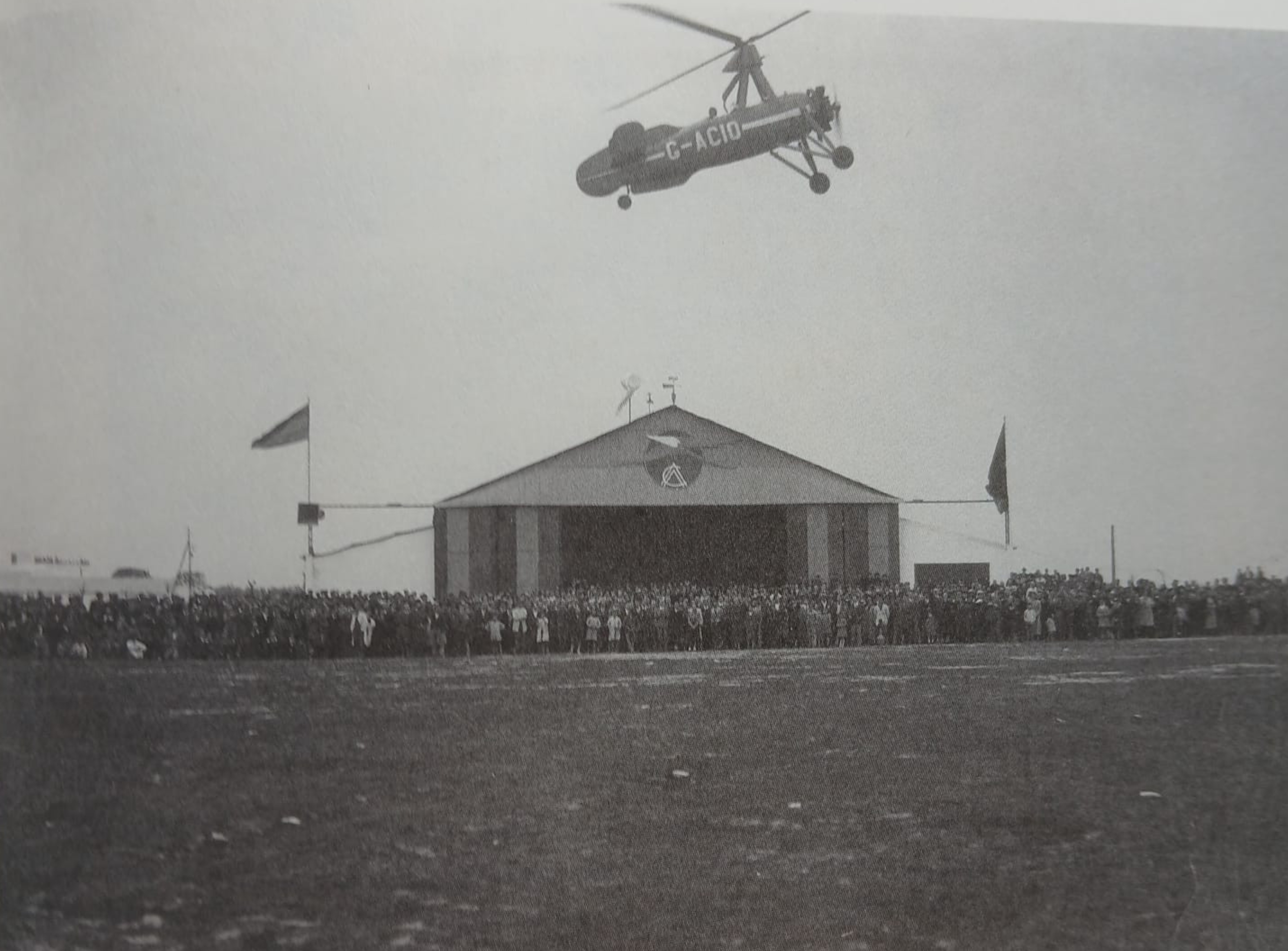
Juan de la Cierva en el hangar del Aero en Tablada 1928

Mientras que el avión es una aeronave de alas fijadas al fuselaje, el autogiro inventado por La Cierva tiene alas fijadas a un rotor. El autogiro irrumpe en la aviación solo veinte años después de la invención de los hermanos Wright.
Juan de la Cierva construyó en Madrid en 1920 su primer autogiro, el Cierva C.1, utilizando fuselaje, ruedas y estabilizador vertical de un monoplano francés Deperdussin de 1911, sobre el que montó dos rotores cuatripalas contrarrotatorios coronados por una superficie vertical destinada a proporcionar control lateral; la planta motriz era un motor Le Rhône de 60 CV. El aparato no llegó a volar, pues el rotor inferior giraba a menos velocidad de la prevista, y el efecto giroscópico y la asimetría de la sustentación hicieron volcar el aparato.

A este primer autogiro siguieron dos construcciones también fallidas, el C.2 y el C.3, en las que el inventor intentó, infructuosamente, resolver el problema de la diferencia de sustentación entre la pala que avanza y la que retrocede. Sin embargo, en las pruebas del C.2 se consiguieron algunos saltos de unos dos metros, lo que apuntaba a la viabilidad del invento. El problema de la sustentación del rotor no se resolvería plenamente hasta el prototipo C.4, en el que La Cierva incluyó su revolucionaria idea de articular las palas del rotor en su raíz.

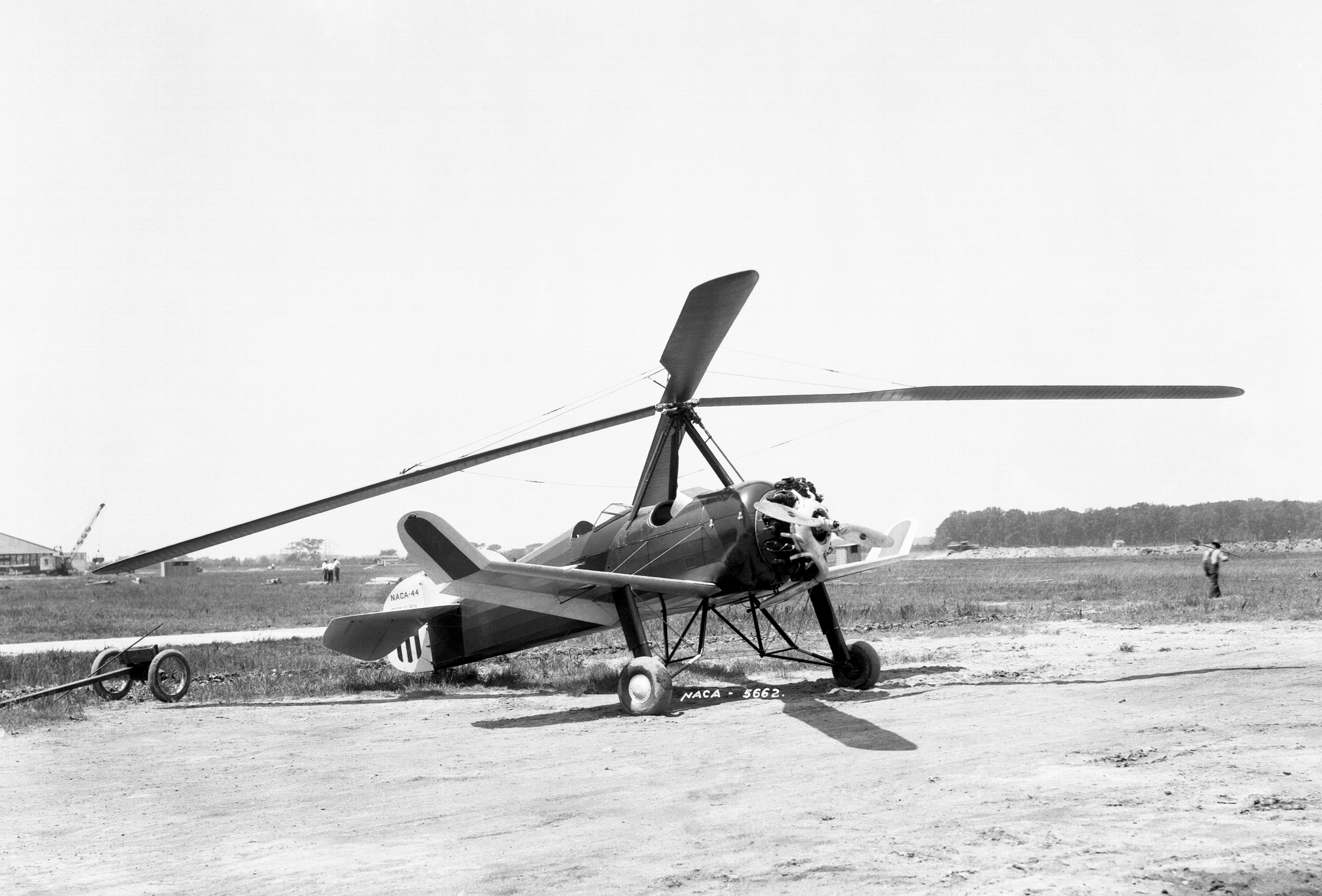
Autogiro Pitcairn PCA-2, construido en los Estados Unidos bajo licencia de Juan de la Cierva.

Los primeros ensayos del modelo C.4, construido en 1922 conforme a los nuevos principios, fueron infructuosos. Para su definitiva resolución, la Cierva realizó una completa serie de ensayos en el túnel de viento de circuito cerrado del aeródromo de Cuatro Vientos (obra de Emilio Herrera), por aquel entonces el mejor de Europa. El nuevo aparato corregido se probó exitosamente el 9 de enero de 1923 en el aeródromo de Getafe pilotado por el teniente Alejandro Gómez Spencer. Aunque dicho vuelo consistió únicamente en un «salto» de 183 m, demostró la validez del concepto. A finales del mes, el C.4 recorrió en cuatro minutos un circuito cerrado de 4 km en el aeródromo de Cuatro Vientos, a una altitud de unos 30 m. La planta motriz del C.4 era un motor Le Rhône 9Ja de 110 CV. En julio de 1923 se utilizó el mismo motor en el C.5, que voló en Getafe. A partir de ese momento, La Cierva, que había financiado a sus expensas sus experimentos anteriores, contó para sus trabajos con una subvención del gobierno español. 
En 1926, con el apoyo financiero de James George Weir, industrial y aviador escocés, creó en el Reino Unido la sociedad Cierva Autogiro Company para el desarrollo del autogiro, produciendo varios modelos en ese país.

## Reconocimientos

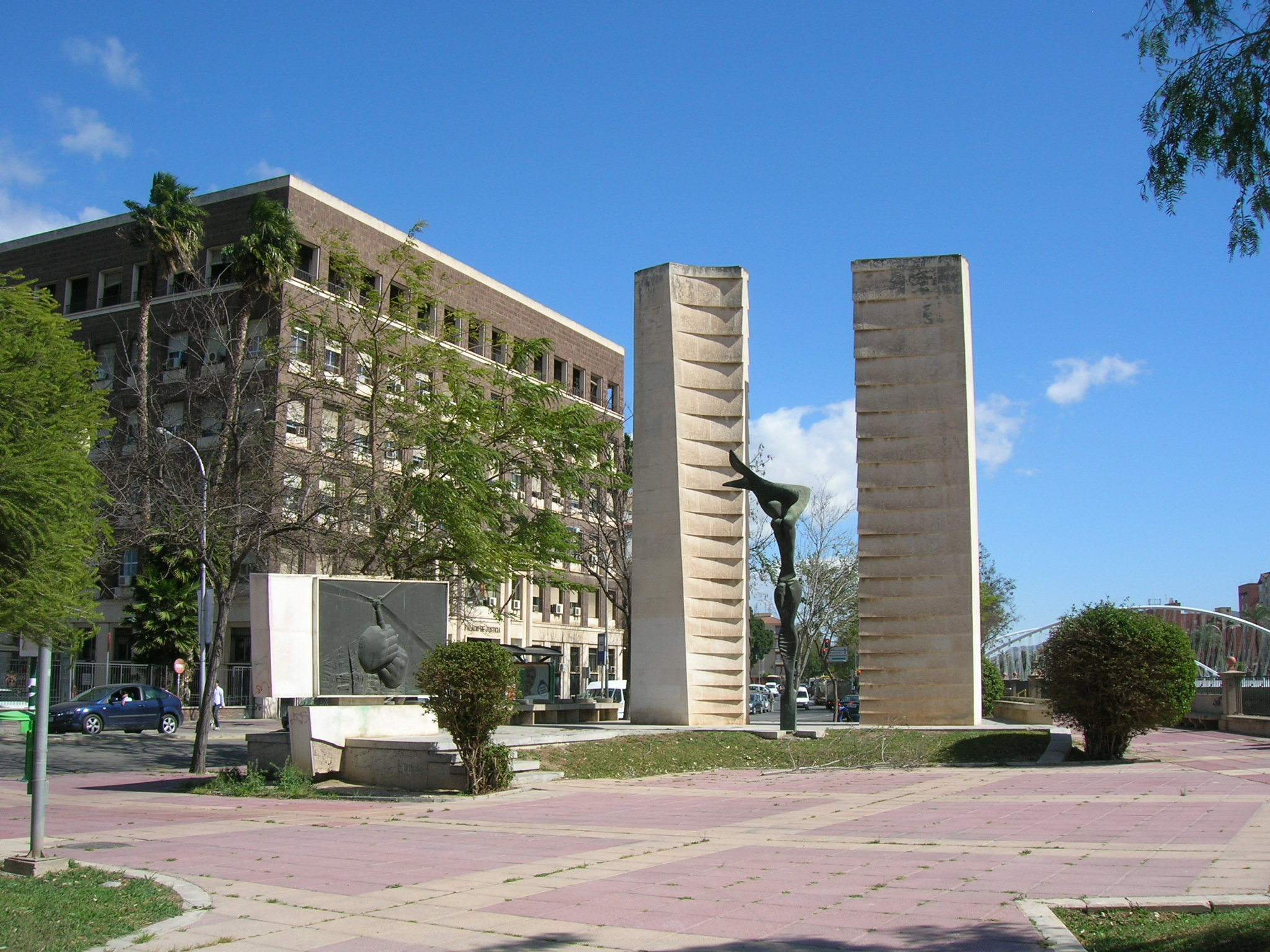
Monumento en honor de Juan de la Cierva en Murcia.

Desde el año 2001 y hasta el 2021, el gobierno de España otorgó el Premio Nacional de Investigación Juan de la Cierva dedicado a la transferencia de tecnología. El objetivo de los Premios Nacionales de Investigación es el reconocimiento de los méritos de los científicos o investigadores españoles que realizan «una gran labor destacada en campos científicos de relevancia internacional, y que contribuyan al avance de la ciencia, al mejor conocimiento del hombre y su convivencia, a la transferencia de tecnología y al progreso de la Humanidad».
Además del premio nacional de investigación que llevó su nombre, en 2004 el Ministerio de Educación y Ciencia de España inició un programa de contratación de investigadores doctores con el nombre de Programa Juan de la Cierva, gracias al cual centenares de investigadores españoles y extranjeros desarrollan su actividad.
La Asamblea Regional de Murcia aprobó que el nuevo Aeropuerto Internacional de la Región de Murcia llevara el nombre de Juan de la Cierva en su honor, con los votos a favor de PP y Ciudadanos y el voto en contra de PSOE y Podemos al denunciar su colaboración con Francisco Franco y mostrarse incompatible con la Ley de Memoria Histórica. El 15 de enero de 2019 se inauguró el nuevo aeropuerto sin que pudiera llamarse oficialmente Juan de la Cierva al no haber sido aprobado todavía el citado nombre por parte de Aviación Civil.
La memoria de Juan de la Cierva se mantiene viva en varias ciudades con las que tuvo relación: 
- En Getafe (Madrid) existen un barrio con su nombre, una avenida y una estación de la línea 12 del Metro de Madrid, en la que se pueden encontrar motivos ornamentales en recuerdo al inventor del autogiro.[17] No lejos de la estación está el estadio Juan de la Cierva, escenario habitual de conciertos.
- En Tetuán (Marruecos) hay un instituto español de formación profesional con el nombre de Juan de la Cierva.
- En Murcia hay un monumento en su honor.
- En La Felguera (Asturias) hay una calle que lleva su nombre.
- En Arganda del Rey (Madrid) hay una plaza y una calle con su nombre.
- En La Coruña hay una calle que lleva su nombre.
- En Mataró y en Barberá del Vallés (Barcelona) hay una calle que lleva su nombre.
- En Don Benito (Badajoz) hay una calle que lleva su nombre.
- En Marbella (Málaga) hay una calle que lleva su nombre.
- En Sanlúcar de Barrameda (Cádiz) hay una calle que lleva su nombre.
- En Cádiz hay una plaza que llevaba el nombre de Glorieta Ingeniero La Cierva y se cambió por el nombre de Glorieta Ana Orantes.
- En Lorquí (Murcia) está el Estadio Municipal Juan de la Cierva, donde disputaba sus encuentros el desaparecido Club de Fútbol Atlético Ciudad.
- En la ETS de Ingenieros Aeronáuticos de la Universidad Politécnica de Madrid, el salón de actos principal se denomina Juan de la Cierva.
- El Colegio de Ingenieros de Caminos, Canales y Puertos ha propuesto que el Aeropuerto Internacional de la Región de Murcia sea denominado Aeropuerto Internacional Juan de la Cierva.[18] Tras ser denegado en un principio por incumplir la Ley de Memoria Histórica, se aprobó el cambio de nombre en Consejo de Gobierno en mayo de 2022.
- En Madrid, Murcia, Málaga, Getafe, Vélez-Málaga, Totana, Palma de Mallorca y Puente Genil hay institutos de educación secundaria que llevan el nombre de Juan de la Cierva.

## Controversias en torno a la Ley de Memoria Histórica
El historiador Ángel Viñas (excatedrático de la Universidad Autónoma de Madrid) realizó un breve informe (de folio y medio) en el que señala que Juan de la Cierva formó parte desde Londres, donde residía, de "un pequeño grupo de conspiradores monárquicos, británicos y españoles, contra la República, que tuvieron gran influencia entre los círculos de derecha", para posteriormente ayudar a los militares sublevados a "obtener armamento sorteando los escollos de la política de no intervención".
Posteriormente, Roberto Villa García (profesor de la Universidad Rey Juan Carlos) y Javier Guillamón (catedrático de la Universidad de Murcia) realizaron dos estudios más extensos en los que señalan que el informe de Viñas se apoya en "elucubraciones conspirativas" y en memorias parciales en las que se aprecian contradicciones y errores para "expulsar en un juicio político a un personaje histórico del espacio público". Por otra parte, la Ley de Memoria Histórica habla de "retirada de menciones conmemorativas de exaltación de la sublevación militar, de la Guerra Civil y de la dictadura", tres hechos que no afectan a De la Cierva, que no era militar y falleció en 1936 sin pisar España durante la Guerra Civil, ni haber conocido a Francisco Franco.
Roberto Villa afirma que si De la Cierva hubiera conocido el golpe de Estado habría evacuado a su familia de Santander y avisado a su padre y hermano (que tiempo después fue fusilado en Paracuellos del Jarama), de la gravedad de la situación. Además del anuncio de su participación en un ciclo de conferencias en Santander. Por otra parte, reniega de un uso de la historia utilizada como arma política, poniendo en duda que un solo informe pueda establecer un juicio capaz de desprestigiar a una persona de reconocido prestigio mundial.
Ángel Viñas salió al paso de dichas acusaciones a través un escrito en su blog, con el título "Informe sobre el caso Juan de la Cierva: una versión alternativa", en el que aporta diversa bibliografía en la que se desprende un cierto apoyo a los conspiradores primero y de los sublevados después en relación con el golpe de Estado de julio de 1936, por parte de Juan de la Cierva.
Al estallar la Guerra Civil, Juan de la Cierva ayudó a conseguir el avión De Havilland DH.89 Dragon Rapide en el que el general Francisco Franco voló desde Gando (Islas Canarias) a Tetuán (Marruecos español) para tomar el mando del ejército del norte de África.
Por su parte, el gobierno regional de Murcia recalcó que era "llamativo y extraño" que pese al impacto que tuvo la Guerra Civil en los familiares del inventor español, "no se haya reconocido a Juan de la Cierva la condición de familiar de víctima de la Guerra Civil, en aplicación a la ley de memoria histórica".